# احامدپورا
احامدپورا (به انگلیسی: Ahamedpura) یک روستا در هند است که در کارناتاکا واقع شده‌است.